# 路易斯安那購地

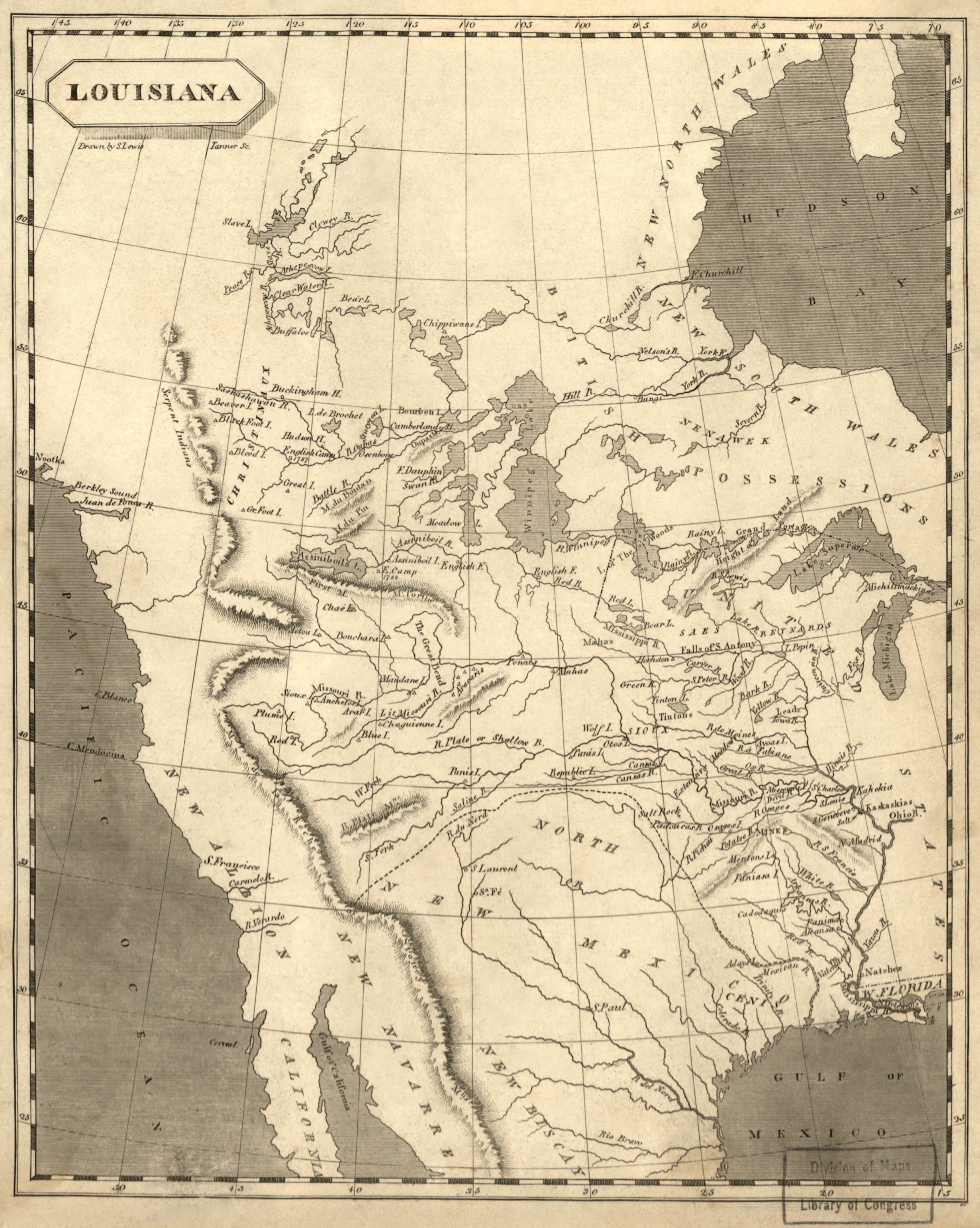
路易斯安那地圖(繪於1804年)

路易斯安那購地（英語：Louisiana Purchase）是美國於1803年以每英畝三美分向法國購買超過529,911,680英畝（2,144,476平方公里）土地的交易案，該交易的總價為1500萬美元或相當於8000萬法郎；若計算通貨膨脹等因素，此數額在今日相當於3億100萬美元。如以國內生產總值相對比例計算，此數額在2004年相當於4,178億美元。而土地上所有後續條約和財務結算的總成本，估計約為26億美元。
法屬路易斯安那的版圖遠超今日美國的路易斯安那州。从南至北，該屬地範圍包括了現今美国路易斯安那州密西西比河兩岸（包括新奧爾良市）、阿肯色州、奧克拉荷馬州、德克薩斯州北部边界地带、新墨西哥州东北角、密蘇里州、堪薩斯州、科羅拉多州洛基山脈以東、愛荷華州、內布拉斯加州、懷俄明州大部（落基山脉以东）、明尼蘇達州密西西比河以西、南達科他州、北達科他州大部、蒙大拿州大部（除西端），以及现今加拿大马尼托巴、萨斯喀彻温、艾伯塔各省之密蘇里河流域地區（也即南部边境地带）。購地所涉土地面積是今日美國國土的22.3%，与当时美国原有国土面積大致相当，因此使得当时美国的国土翻倍。路易斯安那購地对美国的西进运动起到了重大推进作用。

## 背景
當時密西西比河已成為美國阿巴拉契亞山脈以西農產品重要運輸渠道，而新奧爾良則為該河之樞紐。在1795年10月27日與西班牙簽署《平克尼條約》（Pinckney's Treaty）之後，美商便取得在新奧爾良的“存貨權”（right of deposit）後，即可使用港口運貨。
透過在1800年簽署的《第三次圣伊德方索条约》（Treaty of San Ildefonso），法國從西班牙取得了路易斯安那的主權（路易斯安那由1762年起即成為西班牙殖民地）；在主權交移完成之前，路易斯安那仍舊受西班牙統治。美國方面在得知密約內容後，相當擔心會失去使用新奧爾良的權力。湯马斯·傑弗逊政府決定長久之計就是購買新奧爾良及其周遭路易斯安那密西西比河以東地區，以維持密西西比河使用暢通。傑弗遜於是在1801年派遣罗伯特·李維頓前往巴黎商討購地事宜。
李維頓的新奧爾良購地提議起初並未被法國方面所接受。皮埃爾·塞繆爾·杜邦·德·內穆爾於1802年被美方邀請協助談判。杜邦當時住在美國；他和傑弗遜關係密切，並在法國擁有豐富的政治人脈。在一次私人訪法旅程中，他透過非官方途徑代表傑弗遜向拿破崙交涉。他提出一個規模更大的路易斯安那購地方案，其用意在解決美法在北美洲可能存在的利益衝突。
傑弗遜並不喜歡這個提議，因為這默認了法國在路易斯安那的主權。另外傑弗遜認為憲法並未付予總統權力交涉此類議題，並認為這個交易會讓行政權更加擴張，而各州的權益更加受損。夏尔·莫里斯·塔列朗也極力反對出售路易斯安那，因為此舉將導致法國私下想控制北美洲的計畫胎死腹中。
傑弗遜對當時拿破崙在北美的軍事活動和企圖瞭若指掌。在接下來的談判過程中，傑弗遜逐漸傾向將某些情報告知杜邦，而並不知會李維頓。他也對二人故意下達相反的指示。派遣詹姆斯·门罗於1803年前往巴黎加入談判更是一個高招，因為門羅上次在法國執行外交任務時被驅逐出境，再度派遣他的決定顯示出事關緊要。
當時拿破崙在圣多明各（現今海地）遭遇軍事挫折。拿破崙的妹夫夏爾·勒克萊爾（Charles Leclerc）於1802年初率領了一隻四萬人的遠征軍前往聖多明尼谷鎮壓於1791年就開始的奴隸叛亂（海地革命）。經過幾場激戰之後，法軍開始佔上風，並迫叛軍將領杜桑·卢维图尔於1802年5月求和。其後，法國在聖多明尼各恢復奴隸制度；李克勒克並於在1802年6月奉拿破崙之命誘捕維杜爾並遣送到法國。1802年10月，法軍黑人將軍让-雅克·德萨林和混血軍官亚历山大·佩蒂翁因不滿法國背信忘義而加入叛變。法軍戰力此時因部隊受黃熱病感染而減弱；勒克萊爾本人並在1802年11月死於黃熱病。
由於在美洲的軍力不足，拿破崙深知，必須與英國和平相處，法國才能執行《第三次聖伊德方索條約》並佔領路易斯安那，否則路易斯安那將成為英國甚至是美國的囊中之物。可惜在1803年初時，英國已經違反在《亞眠和約》中規定的於1802年9月前從马耳他撤退的協議，英法之間一場大戰似乎逐漸無法避免。同年3月11日，拿破崙下令建造為攻打英國所需的駁船艦隊。
1803年4月11日，就在門羅抵達的前幾天，種種因素促使拿破崙決定放棄在新大陸重建法國勢力版圖的計畫。法國財政部長巴貝馬霸侯爵向李維頓提出出售整個路易斯安那而並非僅限於新奧爾良的建議。當時美方代表只準備出價兩百萬美元收購新奧爾良；面對一個開價2250萬，能使美國國領域增加一倍（幅員南臨墨西哥灣，北達加拿大，東起密西西比河，西至洛磯山脈）的提議感到十分訝異。土地價格低於每英畝三美分（每平方公里七美元）。雖然價碼超出門羅和李維頓的權限，但是他們知道這是一個千載難逢的好機會，便當機力斷，接受了拿破崙的提議。
拿破崙出售法國在美洲的屬地有其戰略考量：一方面向美國釋出善意；一方面是對付英國佈局的一步棋。雖然拿破崙擁有當時全歐洲最強勁的軍隊，英國仍對法國構成相當的軍事威脅。當英法戰爭爆發時，一個強大的美國可以牽制英國。拿破崙也可能希望美國支持大陸封鎖政策（禁止中立國和法國盟國與英國人進行貿易）。最起碼，拿破崙希望美國能在英法戰爭時期保持中立。
《路易斯安那購地條約》要求美國分兩次付款：首筆六千萬法郎（1125萬美元）於1803年4月30日付款；第二筆為兩千萬法郎（375萬美元），並順便解決美國公民先前對法國索賠的紛爭——在此之前，法國签署了《1800年公約》（Convention of 1800），承諾賠償美方在1798-1800年美法準戰爭中的損失。這筆錢使得拿破崙龐大的軍費更加充裕，並加大強他征服歐洲的企圖。於1805-1807年之間，拿破崙擊敗了奧地利和普魯士而成為歐洲的霸主。

## 美國國內異議
當時美國國內也有反對路易斯安那購地的陣營。联邦党極力反對購地案，並認為與英國維持密切關係比和拿破侖友好重要。聯邦黨辯稱購地案是違憲，而且美國付出巨額的代價換來的只是和西班牙一場戰爭。聯邦黨並擔心西部新公民會威脅美國東岸（Atlantic Seaboard）各州政治勢力，引發西部農民與新英格蘭商賈之間衝突。
一批以麻萨诸塞州參議員皮克林為首的聯邦黨員甚至開始籌備成立一個新北方聯盟，並遊說時任美國副總統阿龙·伯尔，指他如果能說服紐約州加入新聯盟，將推選他為聯盟總統。在伯爾的政敵亚历山大·汉密尔顿極力斡旋下，北方分離運動無疾而終。伯爾和漢密爾頓的敵意（始於1801年選舉間）因此進一步加深，最終導致兩人於1804年進行決鬥：漢密爾頓在此次決鬥中被伯爾所殺。

## 簽署條約
1803年4月30日，李維頓、門羅和巴貝馬霸在巴黎簽署《路易斯安那購地條約》。同年7月4日，傑弗遜向美國人民宣佈條約內容。美國參議院於10月20日批准購地條約案，並於10月30日授權總統佔領路易斯安那及成立一個臨時軍政府。美國政府並籌備勘察與測量新領土，後即為劉易斯和克拉克遠征。美國國會於10月31日通過臨時辦法允許原屬法國及西班牙各地方政府繼續治理轄區，並授權總統使用軍隊維持治安。
法國於1803年12月20日將新奧爾良移交給美國。1804年3月10日，法國在聖路易儀式上正式將路易斯安那主權移交給美國。由1804年10月1日起，美國將路易斯安那購地分組為奧爾良領地（Orleans Territory；其後大多成為路易斯安那州）和臨時隸屬于印地安那領地（Indiana Territory）的路易斯安那區（District of Louisiana）。

## 美西衝突
路易斯安那購地引起美國與西班牙邊界爭執。西班牙認定路易斯安那大約僅是現今路易斯安那、阿肯色及密蘇里各州西部地區；另一方面，美國則宣稱對遠達格兰德河和洛磯山脈所有土地擁有主權。西班牙不能接受美方立場，因為這意味放棄整個德克薩斯和半個新墨西哥（兩者皆為西班牙殖民地）。另外兩國也對西佛羅里達（West Florida；位於密西西比河與派迪多河（Perdido River）間）主權有爭議。美國宣稱路易斯安那購地也包含這塊地；西班牙則認為在密西西比河以東只有新奧爾良是在購地範圍內。西班牙更認定整個路易斯安那購地交易根本沒有法律效力，因為《第三次聖伊德方索條約》不允許法國將路易斯安那轉讓給第三國，而且拿破侖也沒有遵守密約協議將意大利的一個王國交給西班牙国王卡洛斯四世一個姻親。
美國在1810年西佛羅里達一次叛亂後併吞介於密西西比河與珍珠河間一塊地（現今路易斯安那州佛羅里達諸郡（Florida Parishes）），旋後於1810年併吞介於珍珠河與派迪多河間的（墨百地區（Mobile District；現今阿拉巴馬州與密西西比州之狹長地帶）。這些爭紛一直要等到1819年《亚当斯-奧尼斯条约》（Adams-Onís Treaty）簽署後——西班牙割讓整個佛羅里達給美國，並沿著色宾河（Sabine River）、紅河（Red River）、阿肯色河（Arkansas River）及42北緯線確定路易斯安那和西班牙殖民地間邊界才塵埃落定。

### 引用
1. ↑  Measuring Worth 的存檔，存档日期2007-09-30.